# Kaeru no tame ni kane wa naru
Kaeru no tame ni kane wa naru (カエルの為に鐘は鳴る?) è un videogioco di ruolo pubblicato nel 1992 da Nintendo per Game Boy.
Dotato dello stesso motore di The Legend of Zelda: Link's Awakening, uscito l'anno seguente, il gioco è stato convertito per Nintendo 3DS e distribuito tramite Virtual Console.
Il protagonista del titolo compare nella serie Super Smash Bros.